# 미타테촌
미타테촌(御舘村)은 후쿠시마현 다무라군에 일찍이 존재했던 촌이다.

## 지리
- 현재의 고리야마시의 동부에 위치한다.

## 역사
- 1889년 4월 1일 - 정촌제 시행에 의해 시모에지촌, 야나기바시촌, 구로키촌, 고마이타촌, 기메사와촌, 우시촌, 혼고촌, 나카츠가와촌이 합병해 다무라군 미타테촌이 성립하였다.
- 1956년 9월 1일 - 미야기촌과 합병해 나카타촌이 성립하여, 미타테촌은 소멸하였다.

## 인구
- 1889년 3,586
- 1920년 4,592
- 1947년 6,264'

## 참고문헌
- 角川日本地名大辞典編纂委員会『角川日本地名大辞典 7 福島県』、角川書店、1981年 ISBN 4040010701
- 日本加除出版株式会社編集部『全国市町村名変遷総覧』、日本加除出版、2006年、ISBN 4817813180